# یوآخیم رایف
یوآخیم رایف (اسپانیایی: Joaquim Rifé‎؛ زادهٔ ۶ فوریه ۱۹۴۱) بازیکن فوتبال سابق و مربی فوتبال فعلی، اهل اسپانیا است.
از باشگاه‌هایی که در آن بازی کرده‌است می‌توان به باشگاه فوتبال بارسلونا و باشگاه خیمناستیک تاراگونا اشاره کرد.
وی همچنین در تیم ملی فوتبال اسپانیا بازی کرده‌است.

## افتخارات
- ۱ لا لیگا: ۱۹۷۳–۷۴.
- ۲ کوپا دل ری: ۱۹۶۷–۶۸، ۱۹۷۰–۷۱.
- ۲ لیگ اروپا: 1965–66, 1971 Trophy Play-Off
- ۱ جام برندگان جام اروپا: ۱۹۷۸–۷۹.